# Автамоновы
Автамоновы — старинный русский дворянский род, восходящий к XVII веку.
Согласно летописным свидетельствам, история этого рода начинается от новосильского помещика Ефрема Яковлева Автамонова испомещенного в 1673 году.
Род дворян Автамоновых был записан Губернским дворянским депутатским собранием в VI часть дворянской родословной книги Тульской губернии Российской империи и был утверждён Герольдией Правительствующего Сената в древнем (столбовом) дворянстве.

## Описание герба
В щите, имеющем голубое поле изображены лавровая и масличная ветви и в средине оных серебряный меч, остриём обращенный к левому верхнему углу.
Щит увенчан дворянскими шлемом и короною с тремя страусовыми перьями. Намёт на щите голубой, подложенный серебром.
Герб дворянского рода Автамоновых был записан в Часть X Общего гербовника дворянских родов Всероссийской империи, страница 72.